# طارق أبو غزالة
طارق علي إبراهيم أبو غزالة سياسي أردني. عُين وزيرًا لوزارة الاستثمار الأردنية ضمن التعديل الوزاري على حكومة جعفر حسان في 6 أغسطس 2025.

## حياته
في 6 أغسطس 2025، أدى اليمين القانونية وزيرًا للاستثمار أمام ملك الأردن عبد الله الثاني في قصر الحسينية.